# Franco Indovina
Franco Indovina (Palermo, 1932 – Palermo, 5 de maio de 1972) foi um cineasta e roteirista italiano. Em 1959, foi assistente de Michelangelo Antonioni no set de A Aventura. Dirigiu seis filmes entre 1965 e 1971.
Morreu quando o voo Alitalia 112 caiu ao aproximar-se de Palermo. Seu filme de 1967, Lo scatenato, foi exibido como parte de uma retrospectiva da comédia italiana no 67º Festival Internacional de Cinema de Veneza.
A atriz Lorenza Indovina, nascida em 1966, é sua filha.

## Filmografia
- Menage all'italiana (1965)
- I tre volti (1965)
- Lo scatenato (1967)
- Le plus vieux métier du monde (1967)
- Giuochi particolari (1970)
- Tre nel mille (1971)